# Asahi (Osaka)
Asahi (旭区, Asahi-ku) és un dels 24 districtes urbans de la ciutat d'Osaka, capital de la prefectura homònima, a la regió de Kansai, Japó. Asahi és un districte de la perifèria o suburbi de la ciutat d'Osaka i és una zona clarament residencial.

## Geografia
El districte d'Asahi està situat a la regió nord o kita (キタ) de la ciutat d'Osaka, al centre de la prefectura homònima. El terme del districte d'Asahi limita amb el municipi de Moriguchi a l'est i amb els districtes de Jōtō i Tsurumi al sud, Higashi-Yodogawa al nord i Miyakojima a l'oest.

### Barris
Els barris d'Asahi són els següents:
- Akagawa (赤川)
- Ikue (生江)
- Imaichi (今市)
- Ōmiya (大宮)
- Shimizu (清水)
- Shinmori (新森)
- Senbayashi (千林)
- Taishibashi (太子橋)
- Takadono (高殿)
- Nakamiya (中宮)
- Morishōji (森小路)

## Història

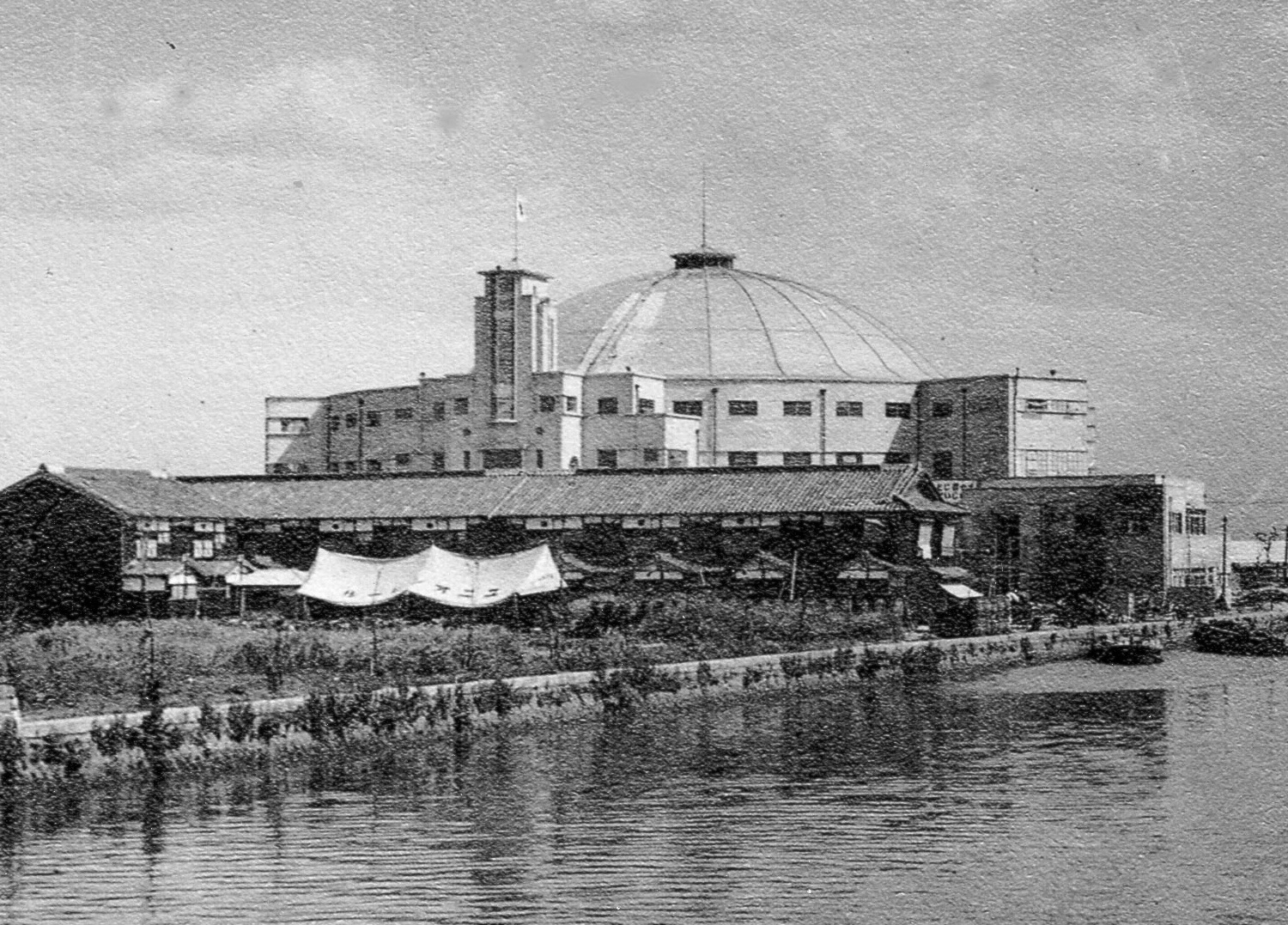
Estadi de sumo Osaka Dai Kokugikan (1937)

La població humana a l'àrea està documentada des del període Yayoi, havent-se trobat restes arqueològiques d'aquest període. Durant el període Tokugawa, la zona va pertànyer al districte de Higashinari (東成郡, Higashinari-gun), a la província de Settsu.
L'any 1925, l'àrea d'Asahi s'integra dins de la ciutat d'Osaka formant part del districte de Higashinari. No seria fins l'1 d'octubre de 1932 qual s'escindiria de Higashinari i es crearia el nou districte d'Asahi. L'any 1943, però, la ciutat passa a tindre 22 districtes urbans i els actuals districtes de Jōtō, al sud i Miyakojima, a l'oest, es separen d'Asahi constituint-se en districtes. Al referèndum sobre el projecte de metròpolis d'Osaka de 2015, el qual debatia la dissolució de la ciutat d'Osaka, i per tant, del districte, Asahi fou l'únic districte de la regió nord d'Osaka (キタ, kita) que votà en contra, en concret, amb un 54,8% dels vots, sent el tercer districte més reticent a la dissolució.

## Transport

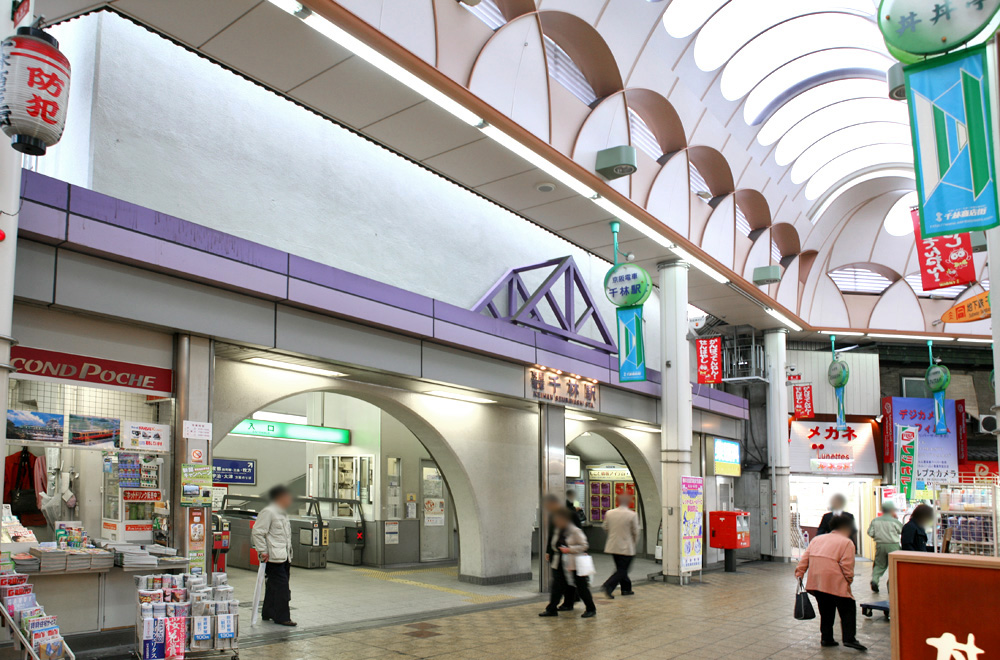
Estació de Senbayashi

### Ferrocarril
- Companyia de Ferrocarrils del Japó Occidental (JR West)
  - Shirokitakōendōri
- Metro d'Osaka
  - Sekime-Takadono - Senbayashi-Ōmiya - Taishibashi-Imaichi - Shinmori-Furuichi - Shimizu
- Ferrocarril Elèctric Keihan
  - Morishōji - Senbayashi

### Carretera
- Nacional 1 - Nacional 163 - Nacional 479